# Hans Christian Engell (officer)
 For alternative betydninger, se Hans Christian Engell. (Se også artikler, som begynder med Hans Christian Engell)
Hans Christian Blæsenborg Engell (født 20. januar 1914 i Tampico, Mexico, død 12. januar 1998) var kaptajnløjtnant i Hæren og fuldmægtig i Krigsministeriet.
Under besættelsen fra 8. december 1944 var han tilknyttet Den Danske Brigade, Materielsektionen.
Optaget i Kraks Blå Bog.